# Bayenne
Cet article possède un paronyme, voir Bayen.
Bayenne, ou baïenne, ou encore bailline, est une préparation culinaire, un « plat du pauvre », qui a son origine dans les Ardennes. Il est à base de pommes de terre non pelées, coupées en deux dans le sens de la longueur, et posées en strates alternées avec de l'oignon émincé en rondelles.

## Histoire
Il n'existe pas de documents attestant de l'origine géographique exacte et de la date d'apparition de ce plat. Il semblerait néanmoins que le plat ait été créé dans la vallée de la Meuse. C'est une nourriture liée à une économie en autarcie : les villageois vivent de leurs ressources, de leur potager.

« “C'est du bon, du vin de Neuville, de la réserve que j'ai dans un tonneau de chêne ! Attends un peu pour la baïenne ! Elle est brûlante !…” Jean déposa la pomme de terre dans un creux de la grande table qui servait de récipient. »

— Adam Norbert, Alfred Maizières. Une jeunesse ardennaise à l'heure prussienne en 1870, 2008, p. 15.

## Description
La bayenne est un plat typique de la cuisine ardennaise. C'est un plat simple et nourrissant, à base de pommes de terre, cuites dans une cocotte en fonte, que les personnes les plus modestes consommaient. Les pommes de terre non pelées sont coupées en deux dans le sens de la longueur puis placées partie plate vers le bas, au fond d'une cocotte en fonte préalablement beurrée. Elles sont salées, poivrées, puis recouvertes d'une couche d'oignons émincés en rondelles. Puis une nouvelle couche de pommes de terre est disposée, cette fois partie plate vers le haut. La cuisson se fait à feu doux, sans lever le couvercle de la cocotte.
Le plat est prêt quand une légère odeur de brûlé s’échappe de la casserole.

## Accord mets/vin
Ce mets se marie parfaitement avec un vin rouge comme le haute-marne (IGP), le coteaux-de-coiffy (IGP) ou le coteaux-champenois  (AOC) ou un vin blanc, tel le coteaux-de-coiffy, le coteaux-champenois et le champagne.